# Cattle Decapitation
Cattle Decapitation (englisch für „(Rind-)Vieh-Enthauptung“) ist eine 1996 gegründete US-amerikanische Deathgrind-Band aus San Diego, Kalifornien.

## Geschichte
Die Band wurde anfangs als Nebenprojekt der Grindcore-Band The Locust im Jahr 1996 gegründet und bestand aus Bassist David Astor, Schlagzeuger Gabe Serbian und Gitarrist und Sänger Scott Miller. Nachdem Miller die Band verlassen hatte, kam Sänger Travis Ryan zur Band, während Astor vom Bass zum Schlagzeug und Serbian vom Schlagzeug zur E-Gitarre wechselte. In dieser Besetzung folgte im Jahr 1999 die EP Human Jerkey, der sich ein Jahr später die EP Homovore anschloss.
Nachdem Troy Oftedal als neuer Bassist zur Band gekommen war, erschien das Debütalbum To Serve Man. Im selben Jahr kam Josh Elmore als zweiter Gitarrist zur Band. Kurz darauf verließ Gitarrist Serbian die Band, um wieder als Schlagzeuger bei The Locust zu spielen. In Deutschland geriet die Band in Schwierigkeiten, da sich aufgrund des Covers SPV weigerte, das Album zu veröffentlichen. Im November 2002 folgte eine Tour durch die USA zusammen mit Cannibal Corpse, Hate Eternal und Macabre.
Nachdem Schlagzeuger Astor die Band verlassen hatte, kam als Ersatz Michael Laughlin, zuvor bei Creation Is Crucifixion tätig, zur Band. Danach folgten Auftritte zusammen mit Hate Eternal, Deicide und Krisiun. Mit Produzent Bill Metoyer begab sich die Band dann ins Studio, um das Album Humanure aufzunehmen, das Mitte Juni 2004 erschien. Auf dem Album waren Ex-Sänger Miller sowie Schlagzeuger Astor und die komplette Besetzung von The Locust als Gastmusiker zu hören. Auch das Cover wurde erneut kritisiert und musste geändert werden. Der Veröffentlichung schloss sich eine US-Tournee zusammen mit Deicide, Goatwhore und Jungle Rot an.
Nachdem es in der Folgezeit etwas ruhiger um die Band geworden war, erschien im Jahr 2005 eine Split-Veröffentlichung zusammen mit Caninus. Ende Juni 2006 folgte das nächste Album Karma.Bloody.Karma, worauf als Gastmusiker The-Locust-Keyboarder Joey Karam und auch John Wiese von Sunn O))) zu hören waren.
Nachdem Kevin Talley (Ex-Dying Fetus, Misery Index, Chimaira) kurzzeitig als Schlagzeuger in der Band war, kam David McGraw als neues Mitglied zur Band. Ende Januar 2009 erschien das Album The Harvest Floor. Im Mai 2012 folgte das nächste Album Monolith of Inhumanity.
Der ehemalige Schlagzeuger Gabe Serbian, der auch bei The Locust spielte, verstarb im April 2022 im Alter von 44 Jahren.

## Stil

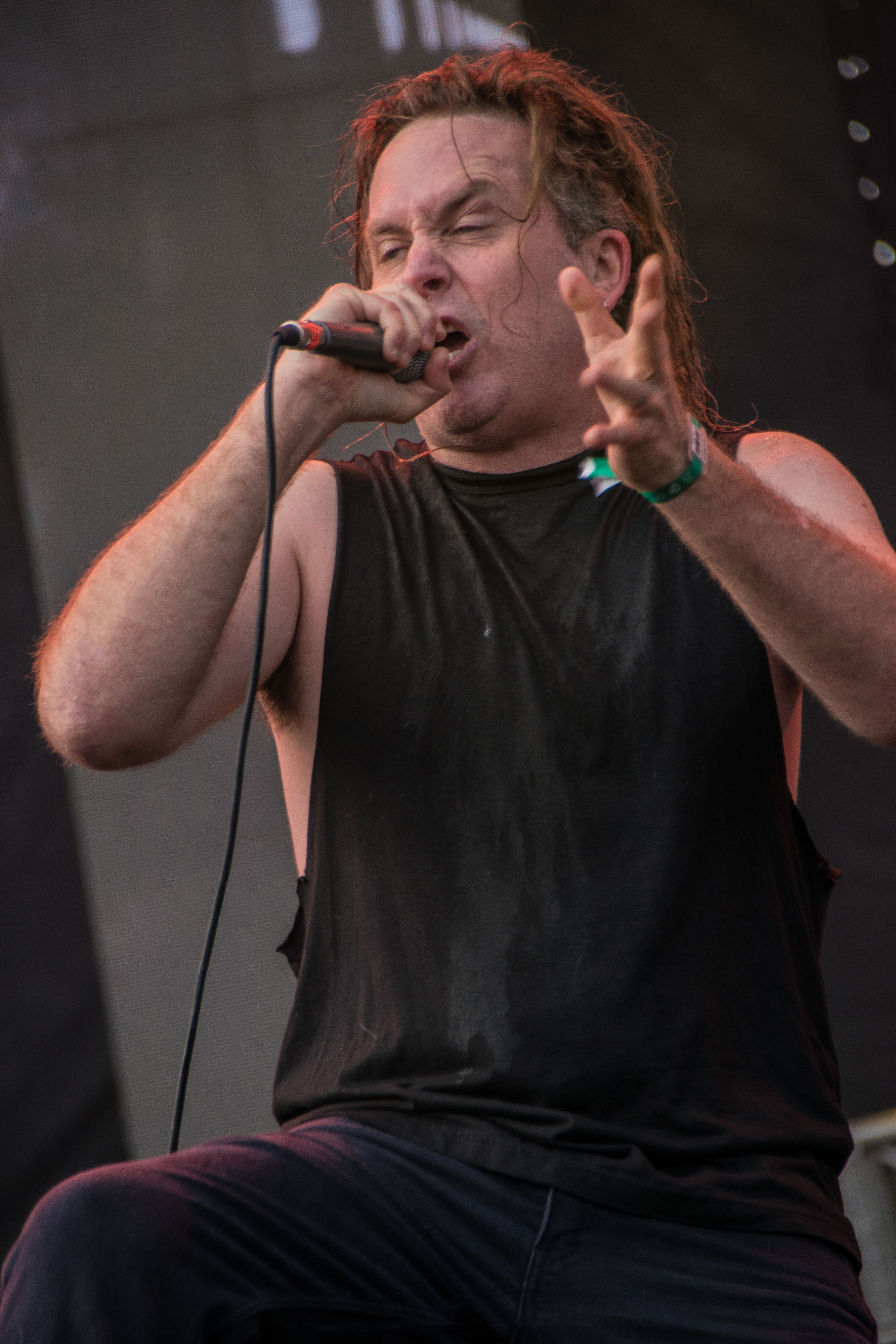
Leadsänger Travis Ryan (2018)

Die Band spielte auf ihren ersten Alben wie Humanure eine Mischung aus technisch anspruchsvollem Grindcore und Death Metal, sodass die Musik vergleichbar mit der von Carcass, Dying Fetus und Cannibal Corpse ist. Seit ihrem Album Monolith of Inhumanity sind die Lieder der Band zwar noch immer aggressiv gehalten, jedoch weitaus melodischer als die Stücke der Vorgängeralben. Es wurden auch teilweise Elemente aus dem Deathcore verarbeitet.
Ihre Texte prangern Misshandlung von Tieren sowie den Verzehr von Tieren und Umweltzerstörung durch den Menschen an. Alle Bandmitglieder sind selbst Vegetarier. Unter Gebrauch von makaberen Goregrind-artigen Textinhalten präsentieren die Musiker ihre Meinung über Tierrechte.
Dabei ähnelt die Intention der Band einer Mischung aus zum Teil radikalem Tierschutz durch Gruppen wie PETA und einer grundsätzlich negativen Haltung zum Menschen selbst, vertreten durch Gruppen wie VHEMT. Die nihilistisch-misanthropische Sicht auf die Menschheit gleicht dabei sinngemäß den Thesen von Ulrich Horstmann. Doch auch wenn die Selbstdarstellung der Band auf den ersten Blick als offensive Agitation bewertet werden kann, zeigen etwa Aussagen in Interviews, dass Death-Metal-typisch zwischen konkreter Präsentation der Botschaft und den dahinter liegenden, durchaus ernst gemeinten und -genommenen, Überzeugungen ein bewusst durchdachter Unterschied existiert.

„Brutaler Tod und extremste Gewalt sind [bei Cattle Decapitation] nicht zur bloßen Unterhaltung zum Mittelpunkt der Texte gemacht, sondern sollen normale Fleischproduktion skandalisieren und moralisch diskreditieren“

## Diskografie
Alben
- 2002: To Serve Man
- 2004: Humanure
- 2006: Karma.Bloody.Karma
- 2009: The Harvest Floor
- 2012: Monolith of Inhumanity
- 2015: The Anthropocene Extinction
- 2018: Medium Rarities
- 2019: Death Atlas
- 2023: Terrasite

Sonstige
- 1996: Ten Torments of the Damned (Demo)
- 1999: Human Jerky (EP)
- 2000: Homovore (EP)
- 2000: ¡Decapitacion! (Single)
- 2005: Cattle Decapitation/Caninus (Split-CD)